# São Vicente e Granadinas nos Jogos Olímpicos de Verão de 1988
São Vicente e Granadinas foi representada nos Jogos Olímpicos de Verão de 1988 em Seul, na Coreia do Sul. Foi a primeira participação do país em Jogos Olímpicos de Verão.